# Galactic Empire
Galactic Empire est un jeu vidéo de simulation développé par Coktel Vision et édité Tomahawk, sorti en 1990 sur DOS, Amiga et Atari ST. Il a pour suite A.G.E..

## Accueil
- Aktueller Software Markt : 5/12[1]